# 984 Gretia
984 Gretia là một tiểu hành tinh vành đai chính bay quanh Mặt Trời. Quỹ đạo của nó xa gấp 2 lần Sao Hỏa và mất 4.7 năm để quay quanh Mặt Trời.